# Jacaranda rufa
Jacaranda rufa (sin. Pteropodium hirsutum DC.) es una planta medicinal perteneciente a la familia Bignoniaceae.

## Hábitat
Es nativa de  Bolivia y del Cerrado en Brasil. Esta planta está citada en Flora Brasiliensis por Carl Friedrich Philipp von Martius.

## Taxonomía
Jacaranda rufa fue descrita por Silva Manso y publicado en Enumeracão das Substancias Brazileiras 40. 1836.
Etimología
El vocablo Jacaranda proviene de su nombre nativo guaraní y significa “fragante”;
rufa es un epíteto latíno que significa rojizo"
Sinonimia
- Pteropodium hirsutum DC.[3]